# Jenn Cuneta
Jenn Cuneta (también conocida como J. Cee) es una cantante de música pop y danza, actriz y modelo filipina nacida en Manila. Actualmente vive en los Estados Unidos, en la ciudad de Nueva York, donde tiene su propio hogar. En Filipinas también ha alcanzado la condición de estrella como artista. Una de sus canciones, "Chip On My Shoulder", fue un éxito moderado pero muy golpeado. Fue nominada en MTV Asia el año en que fue lanzado como "Mejor Nuevo Artista." 
En 2005, Cuneta regresó a los Estados Unidos, esta vez utilizando su nombre completo, y obtuvo un éxito Top 5 en el Billboard Top 40 Dance gráfico con "Come Rain, Come Shine". El seguimiento de la muestra de Paul McCartney 's 1,976 afectados "Silly Love Songs", y marcó la primera vez que Mc Cartney permitido a un artista muestra una de sus grabaciones. Ella es actualmente XM Nación (XM Satellite Radio) "Dance Artista del Año" para el 2005. Además, Jenn Cuneta de la canción, "Come Rain Come Shine" había puesto ella en la posición # 8 de la revista Billboard en el número anual Top Ten mayoría desempeñado artista de la sección 2005. Su canción como así hizo en el Top Ten mayoría Jugado Danza Canción de 2005.

## Discografía
As J.Cee Como J. Cee
- "Spirit Of Man" ( 1998 ) "Spirit Of Man" (1998)
- "What You Do" ( 1998 ) "What You Do" (1998)
- "Music Is My Life" (With Planet Soul )( 1999 ) "Music Is My Life" (Con Planet Soul) (1999)
- "Potion" (With Ultra 5) ( 2001 ) "Potion" (Con Ultra 5) (2001)
- "Now We Are Free" ( 2001 ) "Ahora somos Libre" (2001)
- "Freedom" (With Twelve Tone) ( 2001 ) "Freedom" (Con Doce tonos) (2001)

As Jenn Cuneta Como Jenn cuneta
- "Chip Of My Shoulder" ( 2002 ; Philippines only) "Chip Of My Shoulder" (2002; Filipinas sólo)
- "Quero Tu Amor" ( 2002 ;Ibiza "Quero Tu Amor" (2002; Ibiza)
- "Come Rain Come Shine" ( 2005 ) - #97 Australia "Come Rain Come Shine" (2005) - # 97 Australia
- "Let Me Take You Away" ( 2006 - Ultra Records ; promo & compilation release) "Let Me Take You Away" (2006 - Ultra Records; Promoción y recopilación de prensa)